# Sanshō (sumo)
 (août 2014).
Si vous disposez d'ouvrages ou d'articles de référence ou si vous connaissez des sites web de qualité traitant du thème abordé ici, merci de compléter l'article en donnant les références utiles à sa vérifiabilité et en les liant à la section « Notes et références ».
Pour les articles homonymes, voir Sanshō.

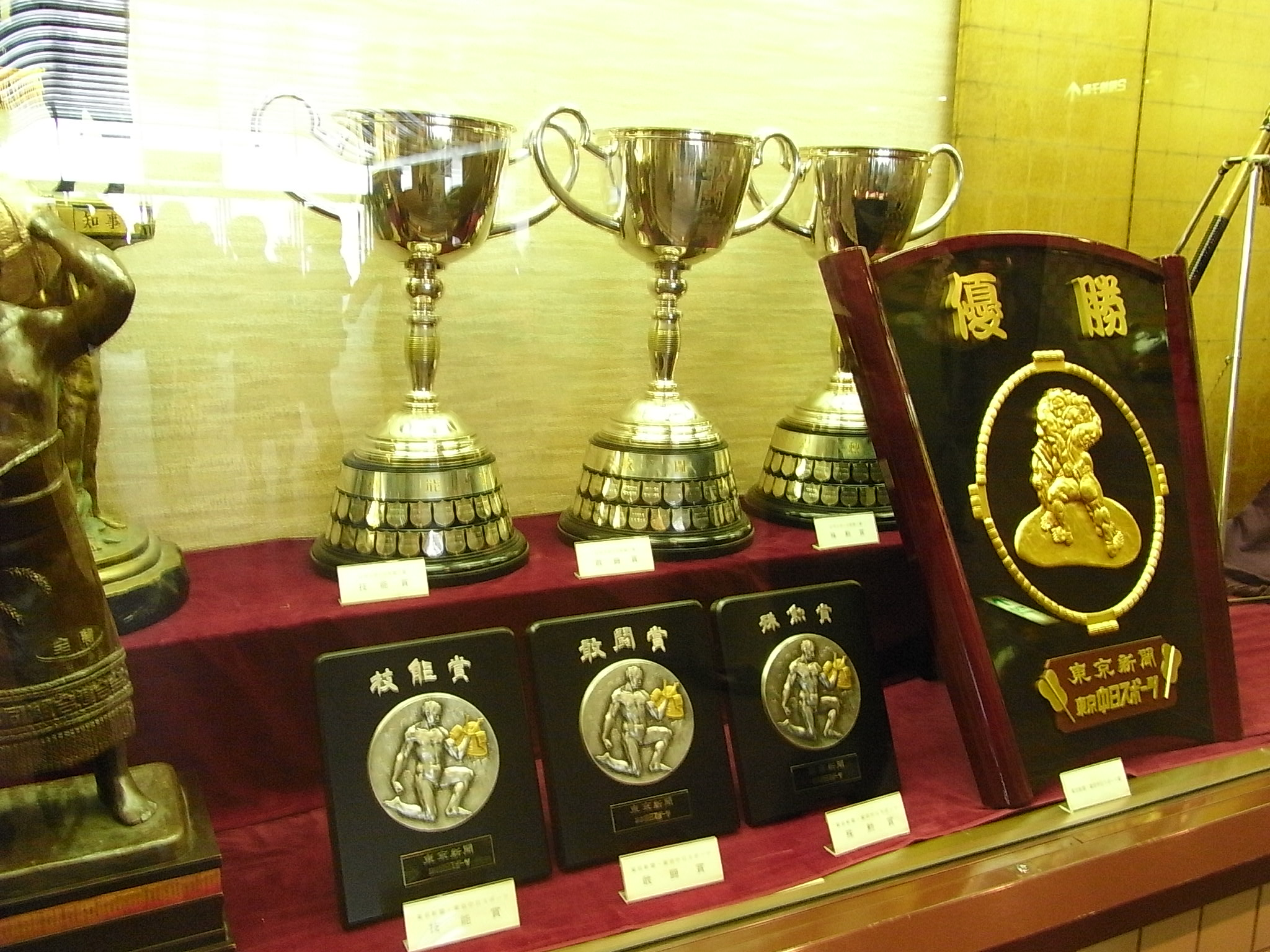
Les trois sanshō exposés au Ryōgoku Kokugikan en 2009.

Les sanshō (三賞, lit. « trois prix ») sont trois prix spéciaux accordés aux lutteurs de sumo classés dans la première division makuuchi, pour une performance marquante au cours d'un tournoi honbasho.
Mis à part les lutteurs des deux plus hauts grades, yokozuna et ōzeki, qui sont censés avoir continuellement un haut niveau de performance, tous les lutteurs de première division peuvent être récompensés d'un sanshō, soit les grades sekiwake, komusubi et maegashira.
Pour pouvoir bénéficier d'un sanshō, un lutteur doit être kachi-koshi, c'est-à-dire avoir plus de victoires que de défaites (huit victoires au moins sur les quinze jours du tournoi sont donc requises).
Les trois prix sont :
- Le shukun-shō, prix de la performance exceptionnelle, généralement attribué à un lutteur qui remporte son combat face à un yokozuna, ou face au gagnant du tournoi.
- Le ginō-shō, prix de la technique, attribué à un lutteur ayant utilisé des techniques variées et/ou rares lors du honbasho.
- Le kantō-shō, prix de la combativité, généralement attribué à un lutteur faisant ses débuts en makuuchi ou à un lutteur nouvellement promu san'yaku (grade komusubi voire sekiwake), et ayant remporté dix victoires durant le tournoi.

Il n'y a théoriquement pas de limite du nombre de sanshō décernés à l'issue d'un tournoi. Ce n'est pas rare que deux lutteurs remportent le même sanshō le même tournoi, qu'un lutteur remporte deux sanshō différents ou bien encore qu'un des sanshō ne soit pas attribué.
Il est arrivé que six sanshō soient attribués lors d'un tournoi comme il est arrivé qu'un seul le fut. Il arrive très rarement qu'un seul lutteur remporte les trois sanshō, c'est ce que fit Takanohana lorsqu'il remporta son premier tournoi, en étant classé maegashira.
En août 2014, la récompense pour un sanshō était de 2 millions de yens.